# Optikusatrophie
Die Optikusatrophie ist eine degenerative Erkrankung des Sehnervs, die sich durch den Schwund von Nervenzellen über weite Teile seines Verlaufs hinweg auszeichnet und meist als Folgezustand unterschiedlichster Krankheitsprozesse oder als Primärerkrankung des Nerven selbst auftritt. Bei vielen neurologischen Erkrankungen ist sie deshalb ein wichtiges Symptom. Die Optikusatrophie gilt als irreversibel und stellt eine häufige Erblindungsursache dar.
Je nach Lokalisation der zugrunde liegenden Störung kann der Sehnerv nach oben hin (bspw. bei Netzhauterkrankungen) und nach unten (z. B. bei cerebralen Geschehen) atrophieren. Dabei entwickelt sich die Degeneration bei Kindern und Jugendlichen deutlich schneller als bei Erwachsenen und älteren Menschen.

## Ursachen
Prinzipiell alle Läsionen und Erkrankungen des Sehnerven, die nicht behandelt werden (können), sind potentielle Auslöser einer Optikusatrophie. Hierzu können zählen:
- ein erhöhter Hirndruck mit Stauungspapille
- ein grüner Star (Glaukom)
- traumatisch bedingte Läsionen am Sehnerv
- eine Optikusneuritis[1]
- verminderte Durchblutung (Ischämie)
- eine Kompression des Nerven, z. B. beim Fissura-orbitalis-superior-Syndrom, Meningeom der Optikusscheide oder bei Tumoren bspw. im Bereich der Sehnervenkreuzung
- toxische Ursachen, bspw. durch Maniok, Alkohol oder Tabak, aber auch Chinin, Arsen, Blei und Brom

Bei einer Reihe von Syndromen gehört eine Optikusatrophie zu den Hauptmerkmalen:
- 3-Methylglutaconazidurie
- Behr-Syndrom I
- Biotinidasemangel
- Chiasma-Syndrom
- DIDMOAD-Syndrom
- Dysosteosklerose
- Foster Kennedy-Syndrom
- GAPO-Syndrom
- Goltz-Gorlin-Syndrom
- Infantile Neuroaxonale Dystrophie Seitelberger
- Irvine-Gass-Syndrom
- Kraniodiaphysäre Dysplasie
- Leigh-Syndrom
- Metachromatische Leukodystrophie Typ Austin
- Mohr-Tranebjaerg-Syndrom
- Morbus Canavan
- Morbus Krabbe
- Neuromyelitis optica
- Neuronale Ceroid-Lipofuszinose
- Okulo-zerebro-faziales Syndrom
- Paine-Syndrom
- Progresive Neuritis nervi optici
- Pyruvatdehydrogenase-Mangel
- Rosenberg-Chutorian-Syndrom
- SOPH-Syndrom

## Formen
Es können mehrere Formen unterschieden werden:
- Einfache Optikusatrophie mit scharfen Atrophiegrenzen, meist nichtentzündlich bedingt
- Sekundäre Formen nach Entzündungen
- Unvollständige Atrophie nur abschnittsweise, mit temporaler Papillenabblassung
- hereditäre Formen (ADOA, Lebersche Optikusatrophie, Arts-Syndrom, Behr-Syndrom I, Hereditäre motorisch-sensible Neuropathie VI, Gliedergürteldystrophie 2O, Tay-Sachs-Syndrom, Cohen-Syndrom, Metachromatische Leukodystrophie)

## Symptome und Diagnostik
Häufigste Krankheitszeichen sind Gesichtsfeldausfälle unterschiedlicher Ausprägung mit dem zunehmenden Verlust der zentralen Sehschärfe bis hin zur Blindheit. Hinzu kann eine gestörte Farbwahrnehmung und Dunkeladaptation sowie gelegentlich eine Störung der afferenten Pupillenreaktion kommen. Die Untersuchung des Augenhintergrundes mittels Ophthalmoskopie zeigt in der Regel eine Abblassung mit Verfärbung der Papille. Weitere Untersuchungen mittels bildgebender Verfahren und VECP sind angezeigt.
Differentialdiagnostisch ist die Sehnerv-Hypoplasie anzugrenzen.

## Therapie und Prognose
Sowohl die Möglichkeiten der Behandlung als auch der zu erwartende Verlauf hängen von der zugrundeliegenden Erkrankung ab. Einmal eingetretene Schädigungen am Sehnerv sind irreversibel. Jedoch kann bei frühzeitiger Behandlung der Grunderkrankung ein weiteres Fortschreiten der Optikusatrophie ggf. verhindert werden.